# Hôtel de ville de Saint-Côme-d'Olt
L'hôtel de ville de Saint-Côme-d'Olt est situé à Saint-Côme-d'Olt, dans le département de l'Aveyron, en France.

## Description
Ce massif logis rectangulaire est mentionné pour la première fois au XIIIe siècle comme une aula des seigneurs de Calmont d'Olt. Aux XIVe et XVe siècles, il est une résidence de la famille de Castelnau-Bretenoux. Il passe ensuite aux Bourbon-Malauze, le château fut acheté par Jean-Baptiste de Curières (marquis de Saint-Côme depuis 1747). Il subit de nombreuses modifications architecturales au fil des siècles. Les angles nord sont flanqués, vraisemblablement au XIVe siècle, de deux tours cylindriques. Puis, dès le XVIe siècle, de nombreux percements de jour et adjonctions diverses sont effectués.
La famille de Curières de Castelnau mit en 1891, le château à la disposition des frères marianistes afin de créer  une école (pensionnat Saint-Louis) qui fonctionna jusqu'en 1963. La famille céda le château en 1970 à la municipalité de Saint-Côme-d'Olt qui en fit la mairie.
Une plaque commémorative fut apposée en 1955 pour rappeler  le souvenir du général Édouard de Curières de Castelnau, de ses frères et de leurs enfants et petits-enfants morts pour la France.

## Historique
Le château est inscrit pour ses façades, toitures et tours d'angles au titre des monuments historiques, par arrêté du 19 mai 1999. Il est actuellement occupé par les services de la mairie.

## Galerie

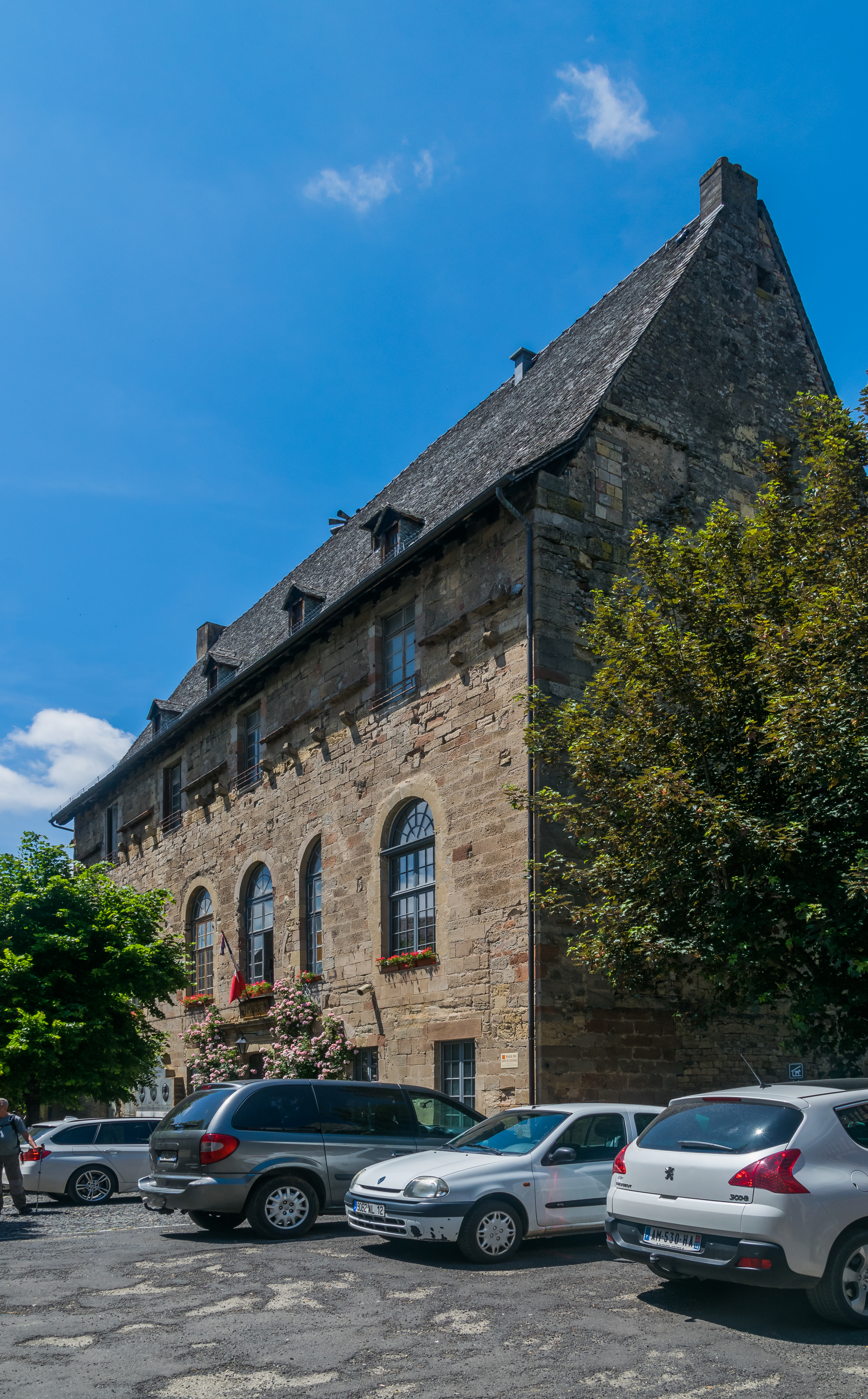
L'angle sud-est.
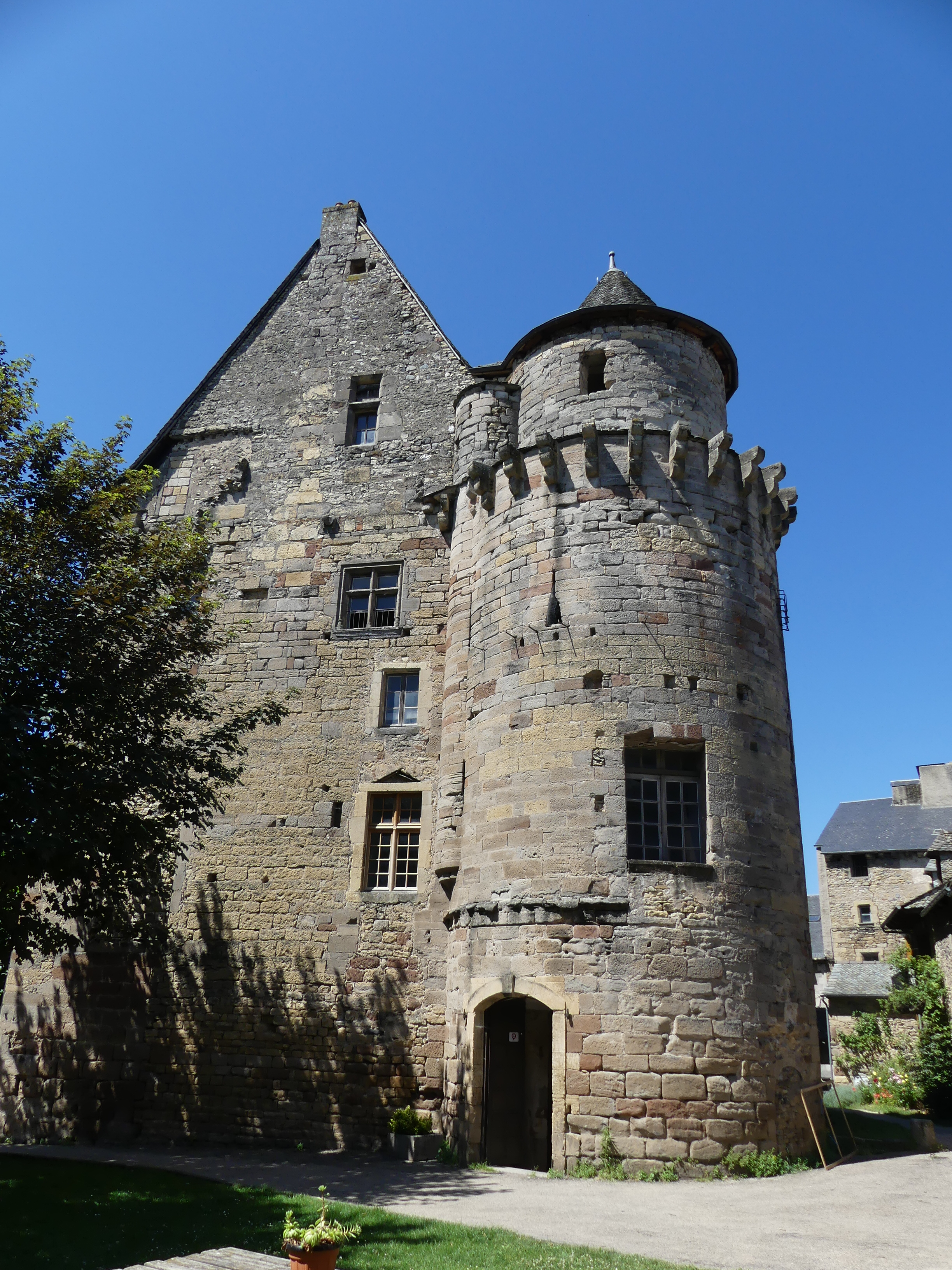
Le pignon est et la tour d'angle nord-est.
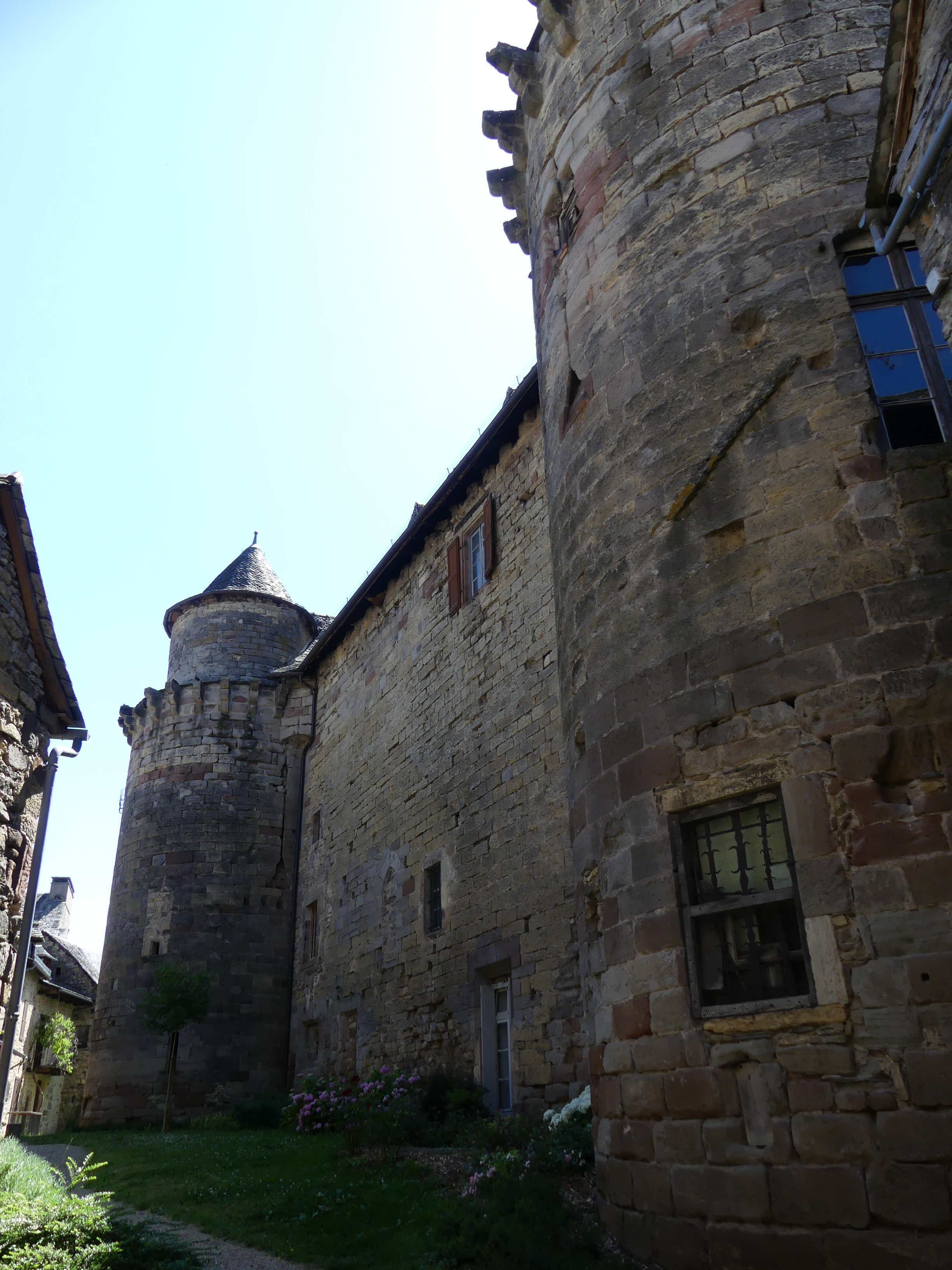
La façade nord et ses deux tours d'angles.